# Lonchaea pleuriseta
Lonchaea pleuriseta är en tvåvingeart som beskrevs av Malloch 1920. Lonchaea pleuriseta ingår i släktet Lonchaea och familjen stjärtflugor. Inga underarter finns listade i Catalogue of Life.